# Harriet Forten Purvis
Harriet Forten Purvis, nata Harriet Davy Forten, nota anche come Hattie Purvis Jr. (Filadelfia, 1810 – Washington, 11 giugno 1875), è stata un'attivista, abolizionista, suffragetta statunitense afroamericana della prima generazione. Con la madre e le sorelle, formò il primo gruppo abolizionista femminile birazziale, la Società antischiavista femminile di Filadelfia. Ha ospitato eventi contro la schiavitù a casa sua e con suo marito Robert Purvis gestiva una stazione della metropolitana. Robert e Harriet fondarono anche il Gilbert Lyceum. Combatté contro la segregazione razziale e per il diritto di voto dei neri dopo la guerra civile..

## Biografia

### Primi anni
Harriet Davy Forten, nata a Filadelfia intorno al 1810, era una degli otto figli di James Forten e Charlotte Vandine Forten, che vivevano al 92 di Lombard Street. James Forten era un ricco inventore, uomo d'affari e abolizionista nato libero. Forten, nato nel 1766, era un ragazzo addetto alla polvere da sparo e fu fatto prigioniero dalla Royal Lewis durante la Guerra d'Indipendenza americana. Suo padre iniziò la sua attività con Robert Bridges, un costruttore di vele bianco. Harriet prese il nome da una delle figlie di Bridge. I Forten, la famiglia nera più nota della città, erano noti per la loro gentilezza e ospitalità. William Lloyd Garrison scrisse della famiglia "che ha pochi superiori in raffinatezza, in valore morale, in tutto ciò che rende il carattere umano degno di ammirazione e lode".
James e Charlotte aiutarono a fondare e finanziare sei organizzazioni abolizioniste. Molti abolizionisti che visitarono Filadelfia rimasero nella casa di Forten. La Philadelphia Female Anti-Slavery Society fu fondata da Charlotte, le sue figlie e Lucretia Mott. Le donne Forten erano membri attivi e ufficiali.
Suo padre fondò una scuola privata con Grace Douglass. Harriet e i suoi fratelli frequentavano la scuola e venivano insegnate anche lingue straniere e musica da tutor privati. Le sue sorelle più giovani erano Sara e Margaretta, nate nel 1814 e nel 1815. C'era anche una sorella di nome Mary Isabella. I suoi fratelli erano James, William Deas, Robert Bridges, e Thomas. Le ragazze venivano allevate per essere donne raffinate. L'abolizionista e poeta John Greenleaf Whittier scrisse un verso per Harriet, esprimendo la sua ammirazione per lei.

### Interessi
Harriet lesse una vasta gamma di letteratura, tra cui romanzi, opere religiose, critica letteraria, letteratura contro la schiavitù e William Shakespeare. Si impegnava nel dibattito e le piaceva leggere ad alta voce, con una voce chiara. Cercava persone che avessero interessi simili nella musica, nell'arte e nella letteratura. Harriet era un membro della Black Female Literary Association, della Edgeworth Literary Association e della Female Minervian Association.

### Matrimonio e figli

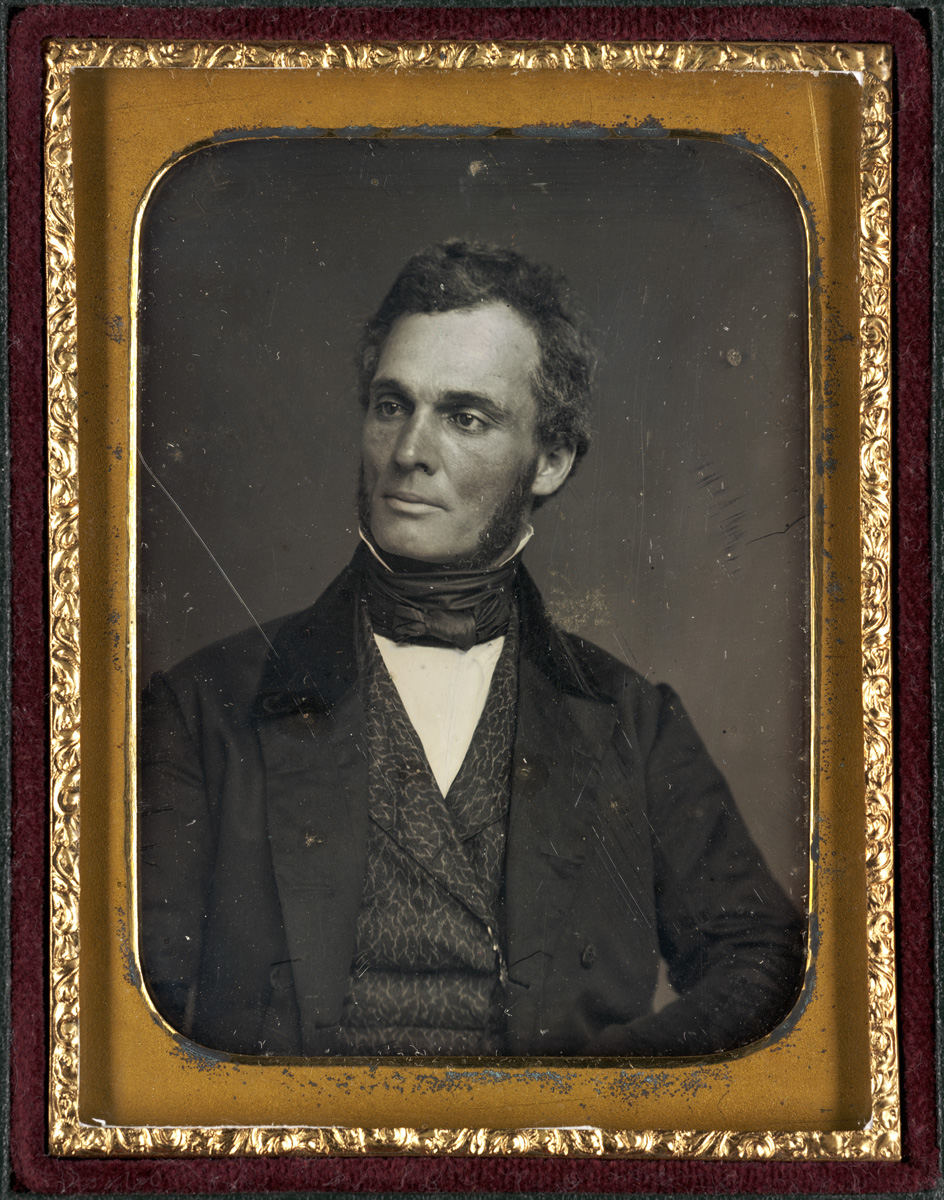
Robert Purvis (1810-1898), nel 1840-1849, circa

Si sposò nella casa della sua famiglia il 13 settembre 1831 con un americano di razza mista, Robert Purvis della Carolina del Sud. Come suo padre, Purvis era un uomo ricco con origini marocchine e inglesi. Furono sposati da un vescovo episcopale con una "cerimonia elegante". Alcune persone spettegolavano sulla variazione del tono della loro pelle. Purvis, un conferenziere abolizionista e anti-schiavitù, era molto aperto riguardo alla storia della sua famiglia. Harriet e Robert hanno lavorato insieme sui loro interessi condivisi, attivismo e sforzi di riforma.
(—Joe Trotter ed Eric Ledell Smith)
Assunsero dei domestici, tra cui una governante inglese, che permise a Harriet di lavorare attivamente sulle cause importanti per lei. L'elegante casa e il parco in stile inglese di Harriet, chiamati Saint's Rest dall'abolizionista Sallie Holley, avevano un effetto calmante e riposante sui suoi visitatori. Era dove: "i malvagi cessano di disturbare e gli stanchi riposano". Era spesso ospite in visita ad altri attivisti e abolizionisti, tra cui William Lloyd Garrison, George Benson e George Thompson. Avevano amicizie profonde e di lunga durata con importanti riformatori bianchi e neri, convinti che siamo tutti "una sola razza". Altri in città si mobilitarono contro i neri e le persone che aiutavano gli schiavi rifugiati, tanto che scoppiarono in rivolte razziali e violenze negli anni '30 dell'Ottocento. Nel 1834 furono dati alle fiamme 44 chiese ed edifici di proprietà di neri.
La sorella di Harriet, Sarah, che sposò il fratello di Robert, Joseph Purvis, scrisse articoli e poesie per 
The Liberator sotto pseudonimi. Frank Johnson, un leader di una band nera, ha scritto la musica per la sua poesia The Grave of the Slave, che è stato spesso suonato in occasione di eventi antischiavisti. Vivevano vicino alla famiglia di Robert e Harriet a Byberry. Il fratello di Harriet, Robert, rimase vedovo intorno al 1840 e sua figlia, Charlotte, visse con i Purvis e ricevette la sua educazione da un tutore privato. A causa della segregazione a Filadelfia, Robert non pensava che avrebbe ottenuto una buona istruzione in città. Charlotte "trasse conforto personale e gioia intellettuale" da sua zia. Charlotte poi visse a Salem, Massachusetts con un'altra importante famiglia nera nel 1853.
Gli otto figli di Harriet avevano da uno a diciotto anni nel 1850. Charles Burleigh Purvis era un medico, educatore della scuola medica e il primo afroamericano a dirigere un ospedale civile. Ha frequentato l'Oberlin College e il Wooster Medical College (Western Reserve). Durante la guerra civile americana, prestò servizio come medico e infermiere per l'esercito dell'Unione.

## Attivista

### Abolizionista e attivista per i diritti
All'inizio del loro matrimonio, Harriet ebbe il primo figlio della coppia e Robert tenne conferenze contro la schiavitù in tutto il paese. Harriet era un membro della Philadelphia Female Anti-Slavery Society e, mentre era incinta, partecipò alla Women’s Anti-Slavery Convention a New York nel 1837 con due delle sue sorelle. Nel 1838, il congresso si tenne a Filadelfia presso la nuova Pennsylvania Hall, costruita dalla Pennsylvania Anti-Slavery Society. Robert Purvis aiutò sua moglie a scendere dalla carrozza e le persone arrabbiate che guardavano pensavano che fossero una coppia interrazziale che promuoveva la "fusione" delle razze. La sala fu distrutta quando fu incendiata da un gruppo di persone a favore della schiavitù. Il convegno si è poi riunito presso la scuola dell'insegnante e abolizionista Sarah Pugh. Le donne bianche e nere partecipavano alla pari all'organizzazione, cosa rara all'epoca. Ha anche generato reazioni tra le persone che temevano la mescolanza delle razze, o il meticciato ed erano generalmente preoccupate per l'intervento delle donne negli affari pubblici.
Per nulla scoraggiata dalla rivolta dell'anno precedente, Harriet partecipò al congresso nei due anni successivi. Fu una delegata alle convention del 1838 e del 1839. Non potendo affittare una sala a Filadelfia nel 1839, l'assemblea si riunì in un maneggio. Harriet ha presieduto le fiere della Philadelphia Women’s Anti-Slavery Society, che tra il 1840 e il 1861 hanno raccolto 32.000 dollari (equivalenti a 1.171.968 dollari nel 2023). Nel 1841, il gruppo si radunò contro l'esclusione delle scuole domenicali nere alla mostra annuale della Sunday School in Independence Square. L'anno successivo fu un evento birazziale.
Dopo l'approvazione del XIII emendamento, Purvis continuò i suoi sforzi per migliorare i diritti degli afroamericani. La Female Antislavery Society continuò ad incontrarsi e nel settembre 1866 a discutere lo status del Sud. Robert e Harriet furono coinvolti nella Pennsylvania State Equal Rights League e nella American Equal Rights Association e fecero parte del comitato esecutivo. Harriet ha parlato a favore del diritto di voto per le donne e i neri e contro la segregazione.
Harriet, Robert e Octavius Catto lavorarono per abolire la segregazione razziale nei tram a Filadelfia. Ciò è stato fatto in collaborazione con la Pennsylvania State Equal Rights League. Nel 1867 fu approvata una legge statale che garantiva pari accesso ai veicoli pubblici per tutte le razze.

### Libera circolazione dei prodotti
Harriet fu coinvolta nel Movimento per la Libera Produzione. I suoi membri acquistavano prodotti locali e boicottavano quelli coltivati e raccolti dagli schiavi. Era spesso una delegata alle Free Produce Conventions ed era membro della Coloured Free Produce Association. Harriet acquistava solo prodotti che non erano stati fabbricati o coltivati da schiavi. Fu un'attività che continuò anche dopo che alcuni, come Garrison, ne dubitarono dell'efficacia. Purvis, Lucretia Mott e Sarah Pugh rimasero fedeli alla loro posizione sui prodotti liberi come una questione di principio. Come afferma lo scrittore Carol Faulkner, essi "credevano che l'ipocrisia minacciasse il successo della loro crociata".

### Underground Railroad

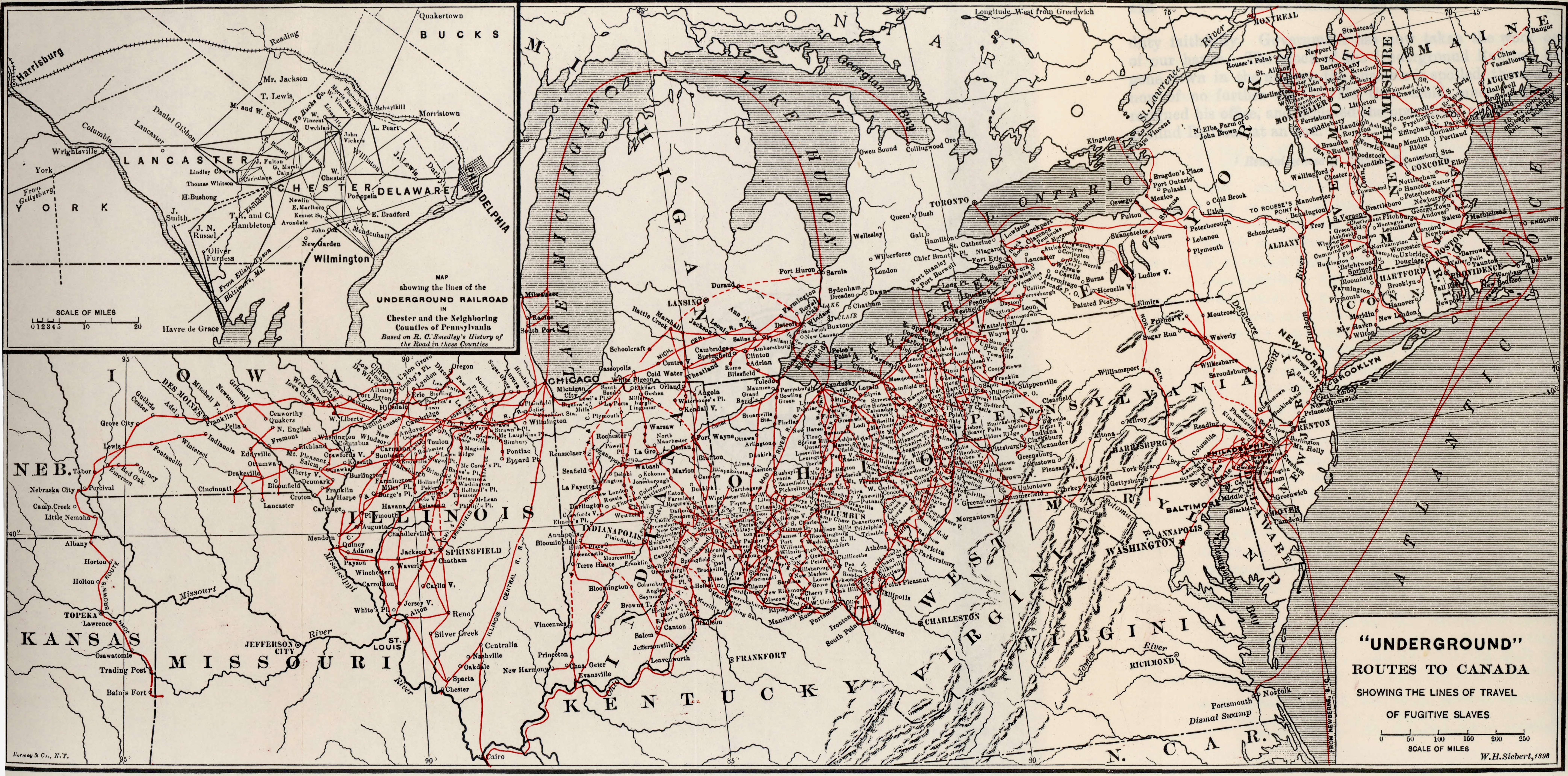
Mappa dei percorsi della ferrovia sotterranea

Harriet e Robert, chiamato il padre della Underground Railroad per la sua fondazione del Comitato di vigilanza di Philadelphia, iniziarono una stazione nella loro casa al n 9 di Lombard Street a Filadelfia. La situazione divenne pericolosa nel centro di Filadelfia e la famiglia si trasferì in una fattoria nella zona rurale di Byberry, Filadelfia nel 1843 o 1844. Assistettero circa 9.000 schiavi fuggitivi durante il loro viaggio verso il Canada. Gli schiavi venivano nascosti alle autorità nella loro casa di Byberry attraverso una botola che Robert installò nel pavimento. Harriet ospitò riunioni di abolizionisti nella sua casa ed era una leader della Female Vigilant Society, che forniva denaro per il trasporto e i vestiti ai viaggiatori.

### Istruzione
Harriet ha visto la necessità di una legislazione anti-schiavista e di mezzi per garantire una maggiore uguaglianza per gli afroamericani con maggiore chiarezza come madre. Le scuole private per gli afroamericani non erano buone quanto le scuole pubbliche per i bianchi. E i suoi figli sarebbero soggetti a pregiudizi razziali, anche se la famiglia viveva una vita finanziariamente agiata.
Il Byberry Friends Meeting, una casa di Riunione per Quaccheri, si trovava dall'altra parte della strada rispetto alla casa di Purvis. I bambini Purvis hanno frequentato la Byberry Friend School. Nelle vicinanze c'erano anche la Friends' Library Company and Philosophical Society e la Purvis Hall, che fu costruita da Robert Purvis nel 1846 ed era un luogo di incontro per riunioni contro la schiavitù e altre attività comunitarie. Robert Purvis si rifiutò di pagare la tassa scolastica locale nel 1853, poiché ai suoi figli non sarebbe stata concessa un'istruzione nelle scuole. I loro figli furono educati da tutori privati e nelle scuole quacchere. Harriet e suo marito fondarono il Gilbert Lyceum.

### Suffragetta
Harriet era un membro della National American Woman Suffrage Association e un'amica di Susan B. Anthony e Lucretia Mott, che lavorava anche per il diritto di voto per i neri e le donne, contro la schiavitù e per il passaggio sicuro degli schiavi rifugiati. Harriet e sua sorella Margaretta Forten furono organizzatrici chiave della quinta Convenzione nazionale sui diritti delle donne a Filadelfia nel 1854. La figlia di Harriet, Hattie, divenne il primo vicepresidente afroamericano dell'organizzazione. La figlia di Harriet, Hattie, divenne la prima vicepresidente afroamericana dell'organizzazione. Anche le sorelle di Harriet e Charlotte erano suffragette di prima generazione. Altre donne nere che lavoravano per il diritto di voto delle donne includevano Sojourner Truth, Amelia Shadd, Mary Ann Shadd Cary, Nancy Prince e Francis Ellen Watkins Harper.

## Ultimi anni
Nel 1873 Robert e Harriet si trasferirono nel quartiere di Mount Vernon con Georgianna e Harriet, che erano ancora a casa. Tennero la loro casa a Byberry, Harmony Hall, e la affittarono alla famiglia Pierce.
La famiglia fu colpita da una serie di malattie. Tre dei loro figli morirono, uno per meningite e gli altri per tubercolosi, che fu la causa della morte di Harriet l'11 giugno 1875. Morì a Washington, dove Robert lavorò come commissario della Freedman’s Saving Bank e fu sepolta a Germantown al Quaker Fair Hill Burial Ground tra la Nona e Cambria.
Due anni dopo la sua morte, una figlia morì. Robert si trasferì in una casa a Mount Vernon, Filadelfia. Sposò la poetessa quacchera Tacie Townsend, una donna bianca di Byberry, intorno al 1878.

## Negli altri media
- Letters to Aunt Hattie, un'opera teatrale scritta e interpretata da Gilletta "Gigi" McGraw
  - Rappresentazioni: 
    - 2 febbraio 2020, Brandywine River Museum of Art, come parte di Art of the Vote presentato da PNC Arts Alive.[15]
    - 22 febbraio 2020, ospitato dalla Contea di Burlington, Women’s Advisory Council presso il Burlington County Library Auditorium.[16]
- Personaggio nel Sarah’s poem', un'opera teatrale scritta da Charissa Menefee, Harriet Forten Purvis, interpretata da Ray-Nita Powell, presentata nel marzo 2018 come parte del Quarto Festival Annuale 365 Women del Rover Dramawerks.[17]